# The Hire
The Hire es una serie de 8 cortos de acción (en promedio de diez minutos de duración), ideada por la agencia Fallon como Contenido Brandeado para la BMW en los cuales se destacaban las características de performance de la nueva línea de automóviles. Los cortos fueron dirigidos por directores de cine muy reconocidos, producidos por David Fincher y protagonizados por Clive Owen como "The Driver" (El Conductor). En 2016 la serie se relanzó quince años después de su estreno con una nueva temporada llamada The Escape.

## Argumento
El argumento de cada film difiere pero solo una constante permanece presente: Clive Owen como "El Conductor," un hombre que va de un lado a otro (en automóviles BMW), siendo contratado por diferentes personas que necesitan transportar algunas necesidades vitales.

## Detalles

### Temporada 1

#### Ambush
Mientras escolta a un hombre de avanzada edad a un destino desconocido, el Conductor se enfrenta a una van con hombres armados que le advierten que su pasajero ha robado una cuantiosa cantidad de diamantes. El pasajero les dice que se ha tragado los diamantes y que para recuperarlos deberán abrirlo en dos. El Conductor decide en el último minuto ayudarlo, involucrándose en una persecución y balacera con los hombres de la van. El Conductor evade eventualmente a sus perseguidores y observa su destrucción y deja después a su pasajero el un pueblo cercano para preguntarle si en realidad se comió los diamantes. El hombre solo le sonríe y se baja del auto. El Conductor se va, quedándose con la incógnita.
- Protagonista Tomas Milian
- Dirigido por John Frankenheimer
- Escrito por Andrew Kevin Walker
- Automóvil destacado BMW 740i

#### Chosen
El Conductor protege a un Niño asiático santo que ha llegado a Estados Unidos en barco. El niño le da al Conductor un obsequio pero le dice que no lo debe abrir aún. Después de ser perseguidos por asesinos armados y ser rozado por una bala en la oreja, el Conductor le entrega al niño a otro hombre santo. Sin embargo, el Niño le hace señas con el pie al Conductor para indicarle que el hombre en realidad no es un monje. El Conductor vence al hombre santo impostor y rescata al Niño. Mientras se está yeando, el Conductor abre el regalo y se da cuenta de que es una bandita de Hulk para su oreja sangrante.
- Protagonista Mason Lee
- Dirigido por Ang Lee
- Escrito por David Carter
- Automóvil destacado BMW 540i

#### The Follow
El Conductor es contratado por un Mánager de cine para espiar a la esposa de un actor paranoico. Mientras sigue a la esposa, el Conductor describe la forma correcta de espiar a alguien y comienza a temer lo que podría aprender de la aparente vida trágica de la mujer. Él descubre que la esposa toma un vuelo fuera del país para regresar donde su madre porque tiene un ojo morado, probablemente infligido por su esposo. El Conductor devuelve el dinero del trabajo, rehusándose a decir dónde está la esposa y se va manejando, dejándole en claro al Mánager que nunca lo vuelva a llamar.
- Protagonistas Forest Whitaker, Mickey Rourke y Adriana Lima
- Dirigido por Wong Kar-wai
- Escrito por Andrew Kevin Walker
- Automóviles destacados BMW 328i Coupé y Z3 Roadster.

#### Star
El Conductor es escogido por una Cantante famosa y malcriada para llevarla a un evento. La Cantante no tiene ni idea de que de hecho su Mánager ha contratado al Conductor para darle una lección. Pretendiendo escapar de sus guardaespaldas, el Conductor maneja el auto imprudentemente por la ciudad, sacudiendo a la desafortunada "estrellita" en el asiento trasero. Cuando llegan al evento, la Cantante es lanzada del carro y fotografiada en la alfombra roja por los paparazzi cuando se dan cuenta de que se ha orinado encima.
- Protagonista Madonna
- Dirigido por Guy Ritchie
- Escrito por Joe Sweet and Guy Ritchie
- Automóvil destacado BMW M5

#### Powder Keg
El Conductor es elegido por la ONU para rescatar de un territorio hostil a Harvey Jacobs, un fotógrafo de guerra herido. Mientras escapan, Jacobs le cuenta al Conductor sobre los horrores que ha visto como fotógrafo, pero lamenta su inhabilidad para ayudar a las víctimas de la guerra. Jacobs sacia la curiosidad del Conductor sobre el por qué es fotógrafo diciéndole que su madre fue quien le enseñó a ver y le entrega la película de la cámara para un artículo del New York Times y también sus chapas de identificación para que se las entregue a su madre. Cuando llegan a la frontera, se enfrentan a un guardia que desenfunda su arma mientras Jacobs toma fotografías, aparentemente para hacerse matar. El Conductor maneja con destreza a través de la ráfaga de fuego hasta el paso fronterizo, pero Jacobs es alcanzado por una bala en el asiento trasero. El Conductor regresa a Estados Unidos a visitar a la madre de Jacobs para entregarle las chapas e informarle que su hijo ganó el Premio Pulitzer y descubre que ella es ciega.
- Protagonistas Stellan Skarsgård y Lois Smith
- Dirigido por Alejandro González Iñárritu
- Escrito por Alejandro González Iñárritu, Guillermo Arriaga y David Carter
- Automóvil destacado BMW X5 3.0i

### Temporada 2

#### Hostage
El Conductor es contratado por el FBI para ayudar a distender una situación de rehenes. Un empleado contrariado ha secuestrado a una CEO y la ha oculto para pedir un rescate de $5,088,042. El Conductor entrega el dinero, escribiendo la suma en la palma de la mano como lo indicó el secuestrador. Después este le dice que sostiene la vida de una persona en su mano y le ordena quemar el dinero. Mientras cumple con el requisito, un Agente Federal ingresa al lugar y en un intento de someter al secuestrador, éste se dispara en la cabeza sin revelar dónde se encuentra la mujer. Entonces el Conductor trata de encontrar a la rehén antes de que se ahogue dentro del baúl de un carro que se está hundiendo. El giro final resulta en que la mujer secuestrada resulta ser la amante del secuestrador y con frialdad se burla de él en el hospital.
- Protagonistas Maury Chaykin y Kathryn Morris
- Dirigido por John Woo
- Escrito por David Carter, Greg Hahn y Vincent Ngo
- Automóvil destacado BMW Z4 3.0i

#### Ticker
En un país extranjero sin nombre, el Conductor transporta a un Hombre herido que carga un portafolio misterioso mientras les disparan desde un helicóptero. Durante el ataque, el portafolio es impactado por una bala causando que el display comience una cuenta regresiva y a que se filtre un líquido gris desconocido a través del agujero. Las maniobras del Conductor hacen que el helicóptero se estrelle, pero se rehúsa a seguir su camino sin antes conocer el contenido del portafolio dañado. Entonces, se revela que el pasajero conserva un corazón humano para un Político cuya vida y pacifismo se necesita para continuar luchando por la libertad de la gente de ese país. El portafolio es entregado por el Conductor a tiempo en el quirófano donde están presentes un Militar de uniforme igual a los soldados que le dispararon desde el helicóptero y que, según su pasajero, si el político muere tomará el poder y sumirá al país en la tiranía y también Agentes del Gobierno que se aseguran de que éste no interfiera con la cirugía y desista de sus planes de golpe de Estado.
- Protagonistas Don Cheadle y F. Murray Abraham
- Cameos de Ray Liotta, Robert Patrick, Clifton Powell y Dennis Haysbert como agentes del gobiernos
- Escrito y dirigido por Joe Carnahan
- Automóvil destacado BMW Z4 3.0i

#### Beat the Devil
El Conductor es contratado por James Brown quien tiene que ir a ver al Diablo para renegociar el pacto que hizo cuando era joven en 1954 en el que le vendió su alma por fama y fortuna. Él está preocupado porque está envejeciendo y ya no puede hacer sus movimientos famosos como los splits y le dice que eso ha afectado su habilidad para dar conciertos y así no puede ser famoso ni rico. Así que le propone al Diablo una nueva apuesta, una carrera hasta el amanecer y pone sobre la mesa el alma del Conductor por otros 50 años de éxito artístico contra Bob, el mayordomo/conductor diabólico, por todo Las Vegas Strip. La carrera termina cuando el BMW del Conductor logra pasar a ras un tren a toda marcha y el auto del Diablo (un Pontiac TransAm flameado) se estrella y explota. Habiendo ganado la carrera, el Conductor deja a James Brown en el desierto y mientras se aleja lo ve joven de nuevo mientras se para de manos y hace un split. La escena final muestra a Marilyn Manson, quien es vecino del Diablo, quejándose porque el ruido no lo deja leer la Biblia tranquilamente.
- Protagonistas James Brown, Gary Oldman, y Danny Trejo
- Cameo de Marilyn Manson
- Dirigido por Tony Scott
- Escrito por David Carter, Greg Hahn y Vincent Ngo
- Automóvil destacado BMW Z4 3.0i

### Temporada 3

#### The Escape
Después de la desaparición de una genetista, la Dra. Nora Phillips, y la exposición de las prácticas ilegales de clonación humana de Genéticas Moleculares, el FBI allana las instalaciones para arrestar a sus directivos. Un espécimen sobreviviente, Lily, es escoltada por un mercenario despiadado llamado Holt para ser entregada a un comprador anónimo quien la ha comprado. El Conductor es contratado para transportar a la joven clonada con Holt haciendo de "niñera" y dándole órdenes al Conductor para evadir a los agentes federales. Al final, el Conductor se da cuenta de que Lily tiene sentimientos y obliga a Holt a bajarse del auto para dejarla al cudidado de la Dra. Phillips, la compradora anónima.
- Protagonistas Jon Bernthal, Dakota Fanning y Vera Farmiga
- Dirigido por Neill Blomkamp
- Escrito por Neill Blomkamp y David Carter
- Automóvil destacado BMW 5 Series (G30)

## Recepción
La reacción inicial fue impresionante. En 4 meses, alcanzaron 11 millones de visualizaciones, todo un récord para la época considerando las velocidades de conexión de aquel entonces y el hecho que de que había que descargar los cortos para verlos. Las ventas de BMW también subieron un 12% en comparación del año pasado, y los cortos fueron tan populares en Internet, que BMW empezó a ofrecer DVD gratuitos para personas que visitaran alguno de sus establecimientos.